# Эдлидаватн
Э́длидаватн (исл. Elliðavatn) — озеро в Исландии.
Находится это пресноводное озеро в юго-западной части страны в районе Рейкьявика на высоте 75 м над уровнем моря. Площадь озера составляет 2,02 км². Средняя глубина озера 1,03 м, максимальная глубина 2,3 м. Первоначально Эдлидаватн представлял систему из двух озёр Ватнсендаватн и Ватнсватн. Озера были разделены мысом Тингнес и сообщались между собой через узкий канал.
В 1924—1925 годах, вытекающая из озера, река Эдлидаау около истока была перекрыта плотиной гидроэлектростанции. Это привело к поднятию уровня воды на 1 м, а площадь озера увеличилась почти на 40-45 % до нынешних размеров. Озеро питается преимущественно грунтовыми водами, кроме того вода в озеро поступает из двух притоков — Бюгдау и Сюдюрау.
Самыми массовыми видами рыб в озере и его притоках являются арктический голец и кумжа. Нерест арктического гольца происходит непосредственно в озере, а кумжа уходит на нерест в притоки.
Юго-восточный берег Эдлидаватна является частью муниципального резервата Хёйдмёрк.